# Torna az 1924. évi nyári olimpiai játékokon
Az 1924. évi nyári olimpiai játékokon a tornában kilenc versenyszámban osztottak érmeket.

## Éremtáblázat
A táblázatban a rendező ország csapata eltérő háttérszínnel, az egyes számoszlopok legmagasabb értéke, vagy értékei vastagítással kiemelve.
| Az 1924. évi nyári olimpiai játékok éremtáblázata tornában | Az 1924. évi nyári olimpiai játékok éremtáblázata tornában | Az 1924. évi nyári olimpiai játékok éremtáblázata tornában | Az 1924. évi nyári olimpiai játékok éremtáblázata tornában | Az 1924. évi nyári olimpiai játékok éremtáblázata tornában | Olimpia  |
| ---------------------------------------------------------- | ---------------------------------------------------------- | ---------------------------------------------------------- | ---------------------------------------------------------- | ---------------------------------------------------------- | -------- |
|                                                            | Ország                                                     | Arany                                                      | Ezüst                                                      | Bronz                                                      | Összesen |
| 1.                                                         | Svájc (SUI)                                                | 2                                                          | 2                                                          | 3                                                          | 7        |
| 2.                                                         | Olaszország (ITA)                                          | 2                                                          | 0                                                          | 1                                                          | 3        |
| 3.                                                         | Jugoszlávia (YUG)                                          | 2                                                          | 0                                                          | 0                                                          | 2        |
| 4.                                                         | Csehszlovákia (TCH)                                        | 1                                                          | 4                                                          | 4                                                          | 9        |
| 5.                                                         | Franciaország (FRA)                                        | 1                                                          | 3                                                          | 3                                                          | 6        |
| 6.                                                         | Egyesült Államok (USA)                                     | 1                                                          | 0                                                          | 0                                                          | 1        |
|                                                            |                                                            |                                                            |                                                            |                                                            |          |
| Összesen                                                   | Összesen                                                   | 9                                                          | 9                                                          | 10                                                         | 28       |

## Érmesek
A táblázatban a rendező ország versenyzői eltérő háttérszínnel kiemelve.
| Az 1924. évi nyári olimpiai játékok érmesei férfi tornában | | | |
| Versenyszám                                                | Arany | Ezüst | Bronz |
| Kötélmászás                                                | Bedřich Šupčík · Csehszlovákia (TCH) | Albert Séguin · Franciaország (FRA) | August Güttinger · Svájc (SUI) |
| Kötélmászás                                                | Bedřich Šupčík · Csehszlovákia (TCH) | Albert Séguin · Franciaország (FRA) | Ladislav Vácha · Csehszlovákia (TCH) |
| Gyűrű                                                      | Francesco Martino · Olaszország (ITA) · 21,553 | Robert Pražák · Csehszlovákia (TCH) · 21,483 | Ladislav Vácha · Csehszlovákia (TCH) · 21,430 |
| Korlát                                                     | August Güttinger · Svájc (SUI) · 21,63 | Robert Pražák · Csehszlovákia (TCH) · 21,61 | Giorgio Zampori · Olaszország (ITA) · 21,45 |
| Lólengés                                                   | Josef Wilhelm · Svájc (SUI) · 21,23 | Jean Gutweniger · Svájc (SUI) · 21,13 | Antoine Rebetez · Svájc (SUI) · 20,73 |
| Nyújtó                                                     | Leon Štukelj · Jugoszlávia (YUG) · 19,730 | Jean Gutweniger · Svájc (SUI) · 19,236 | Alphonse Higelin · Franciaország (FRA) · 19,163 |
| Ugrás                                                      | Frank Kriz · Egyesült Államok (USA) · 9,98 | Jan Koutný · Csehszlovákia (TCH) · 9,97 | Bohumil Mořkovský · Csehszlovákia (TCH) · 9,93 |
| Ugrás keresztben                                           | Albert Séguin · Franciaország (FRA) | François Gangloff · Franciaország (FRA) | Nem adták ki |
| Ugrás keresztben                                           | Albert Séguin · Franciaország (FRA) | Jean Gounot · Franciaország (FRA) | Nem adták ki |
| Összetett egyéni                                           | Leon Štukelj · Jugoszlávia (YUG) · 110,340 | Robert Pražák · Csehszlovákia (TCH) · 110,323 | Bedřich Šupčík · Csehszlovákia (TCH) · 106,930 |
| Összetett csapat                                           | Olaszország (ITA) · Luigi Cambiaso · Mario Lertora · Vittorio Lucchetti · Luigi Maiocco · Ferdinando Mandrini · Francesco Martino · Giuseppe Paris · Giorgio Zampori · 839,058 | Franciaország (FRA) · Eugène Cordonnier · Léon Delsarte · François Gangloff · Jean Gounot · Arthur Hermann · Alphonse Higelin · Joseph Huber · Albert Séguin · 820,528 | Svájc (SUI) · Hans Grieder · August Güttinger · Jean Gutweniger · Georges Miez · Otto Pfister · Antoine Rebetez · Carl Widmer · Josef Wilhelm · 816,661 |